# Džoni Novak
Džoni Novak (Ljubljana, 1969. szeptember 4. –), szlovén válogatott labdarúgó.
A szlovén válogatott tagjaként részt vett a 2000-es Európa-bajnokságon és a 2002-es világbajnokságon.

## Sikerei, díjai
Partizan
- Jugoszláv kupagyőztes (1): 1991–92

Olimpija Ljubljana
- Szlovén bajnok (2): 1993–94, 1994–95
- Szlovén kupagyőztes (1): 1995–96

Olimbiakósz
- Görög bajnok (1): 2002–03